# Emil Stojanov
Emil Stefanov Stojanov (Bulgaars: Емил Стефанов Стоянов) (Plovdiv, 12 juli 1959) is een Bulgaars politicus en uitgever. Hij zetelde van 2009 tot 2012 in het Europees Parlement.

## Biografie
Emil Stojanov is een broer van voormalig president Petar Stojanov. Hij studeerde letterkunde aan de Kliment Ohrdiski-universiteit in zijn geboorteplaats Plovdiv en aan de Universiteit van Leipzig. Hij behaalde zijn mastergraad in 1985. In het begin van de jaren negentig richtte hij twee uitgeverijen op, waaronder Pygmalion, die zich heeft gespecialiseerd in Duitstalige fictie. Stojanov werd voor dit werk in 2005 opgenomen in de Orde van Verdienste van de Bondsrepubliek Duitsland. In 1998 stond hij aan het hoofd van de Bulgaarse Nationale Televisie en in 2000 richtte hij de televisiezender Evropa TV op.
Stojanov stond op de vierde plaats van de kandidatenlijst van de politieke partij Burgers voor Europese Ontwikkeling van Bulgarije voor de Europese Parlementsverkiezingen van 2009. Hij zetelde in het Europees Parlement van 12 juli 2009 tot 6 december 2012, toen hij onverwacht stopte om meer tijd te kunnen besteden aan zijn familie en aan de ontwikkeling van Evropa TV. Hij maakte deel uit van de Commissie cultuur en onderwijs en de Commissie vervoer en toerisme. Hij werd vervangen door Monika Panajotova.